# Нильсен, Петер Хейне
Петер Хейне Нильсен (дат. Peter Heine Nielsen; род. 24 мая 1973, Хольстебро) — датский шахматист, гроссмейстер (1994).
Пятикратный чемпион Дании по шахматам (1996, 1999, 2001, 2003 и 2008 годов).
В составе национальной сборной участник 7 олимпиад (1994, 1996, 2000—2008) и 2-х командных чемпионатов Европы (2005—2007).
Воспитанник тренера Мирона Шера. В 2013 году женился на литовской шахматистке и политике Виктории Чмилите.

## Сёги
С 2013 года Петер участвует в турнирах по сёги. На 2017 год имел 2 дан ФЕСА. Турнирные результаты:
- 2013: Серебряный призёр открытого турнира по сёги в Варшаве[2].
- 2014: Представитель Дании на 6-м Международном форуме сёги[1]
- 2015: Чемпион открытого чемпионата Гётеборга по сёги[3].
- 2017: Чемпион Дании по сёги.
- 2017: 2-е место в группе В на 7-м Международном форуме сёги.
- 2019: Бронзовый призёр Открытого чемпионата Дании по сёги.

В 2016 году, вместе с австрийцем Андреасом Неумайером и чилийцем Кристофером Гальярдо, организовал (на базе сёги-сервера 81dojo) и поддерживает Всемирную лигу сёги (англ. World Shogi League (WSL)) — крупнейший международный командный сетевой сёги-турнир, в первом сезоне которого приняли участие 40 команд из 28 стран.

## Изменения шахматного рейтинга
| Графики недоступны из-за технических проблем. См. информацию на Фабрикаторе и на mediawiki.org. |